# Raifalsa-Alélor
Alélor, fondée en 1873, est une entreprise agroalimentaire française implantée à Mietesheim, en Alsace, qui fabrique de la moutarde, du raifort et divers condiments. Elle est l’unique entreprise de transformation de raifort en France et la dernière moutarderie alsacienne.

## Historique
La société Alélor, connue de 2009 à 2016 sous l'appellation Raifalsa-Alélor, est issue de la fusion de ces deux entreprises, fondées respectivement en 1956 et en 1873.

### Stumpf Frères et ALéLOR

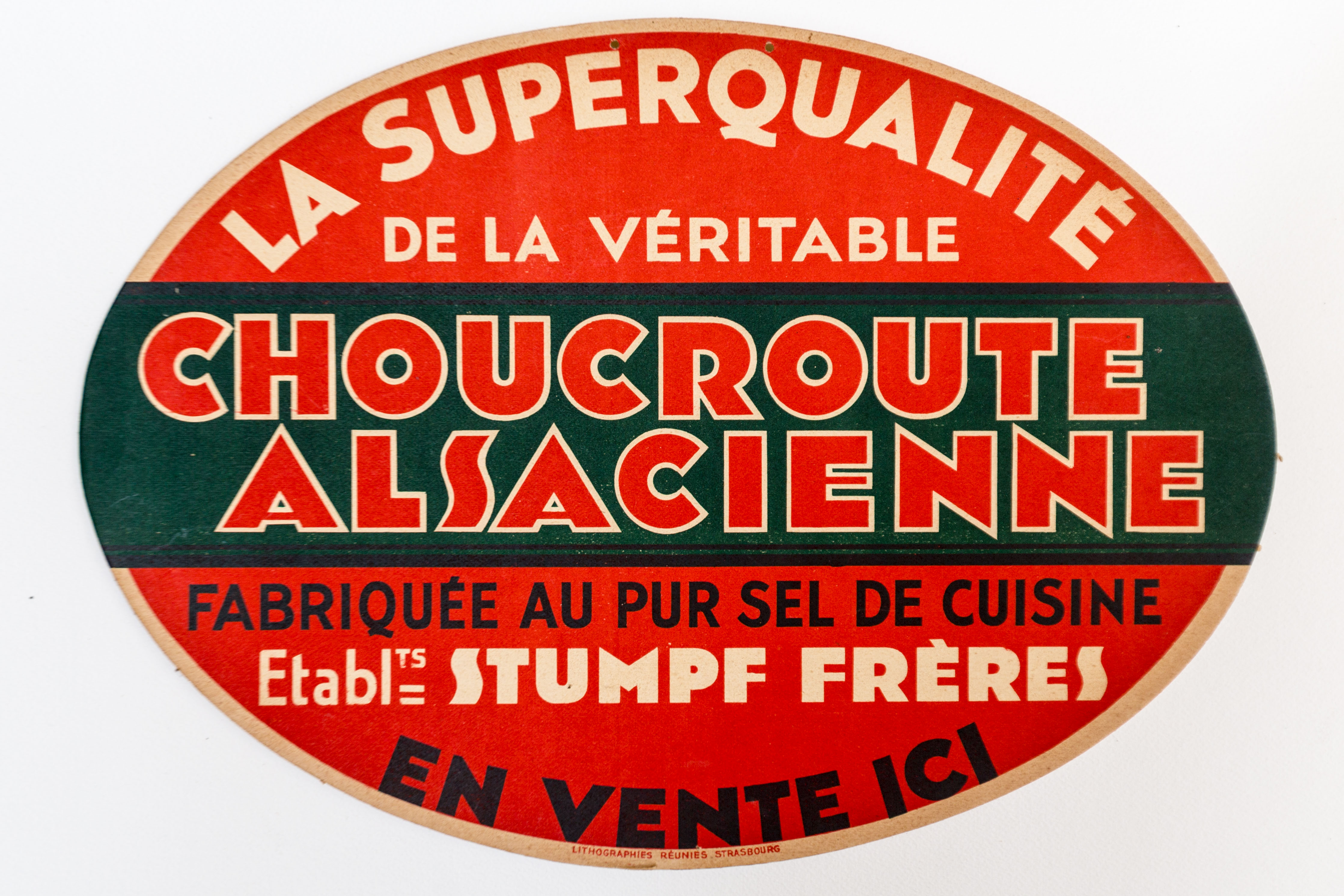
Carton publicitaire pour la choucroute alsacienne des Établissements Stumpf Frères.

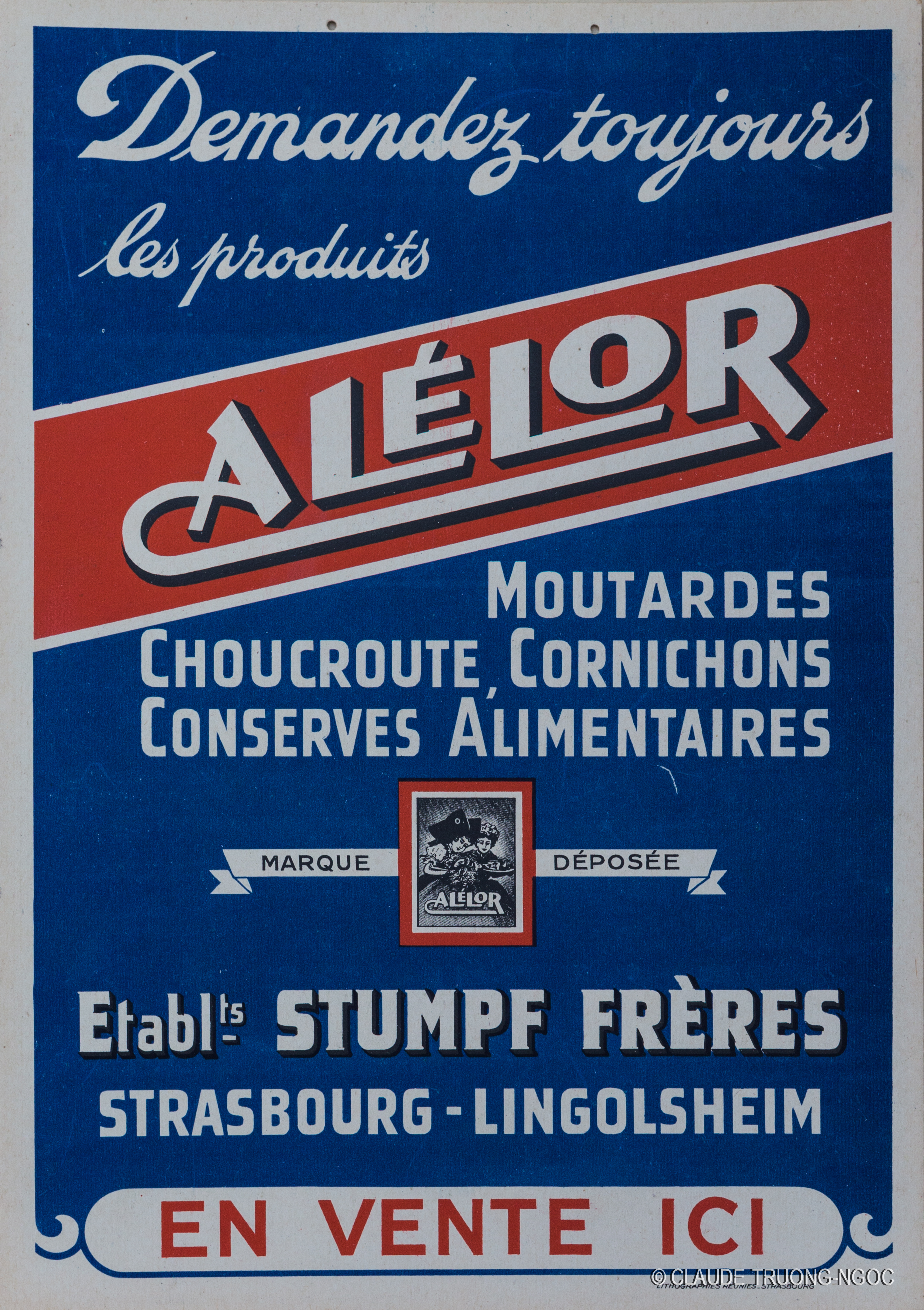
Carton publicitaire Alélor Stumpf frères.

Jean Stumpf fonde la société Stumpf Frères en 1873. Lui succédera toute une dynastie jusqu'en 1939, date où Robert Stumpf crée la marque « ALéLOR », contraction d’Alsace et Lorraine. Il développe la fabrique de moutarde, ouvrira une fabrique de choucroute puis une unité de fabrication de merlans frits et de rollmops. Il commencera également à conditionner des cornichons sous diverses recettes.

### Raifalsa

Ancien logo d'Alélor avant 2016.

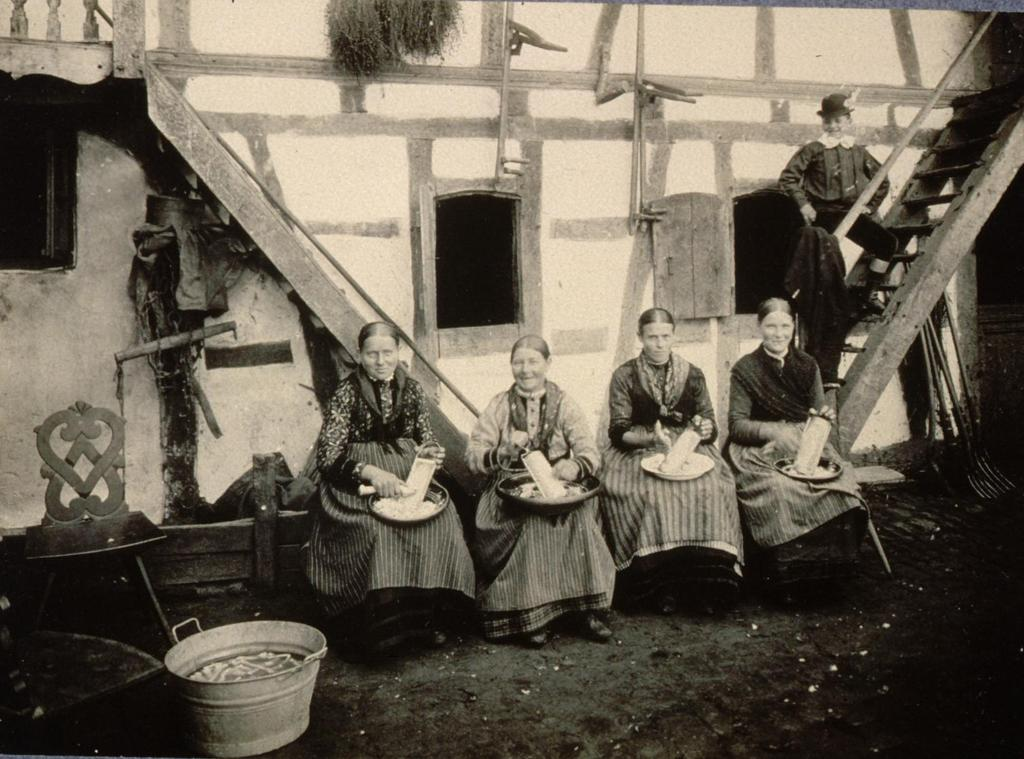
Femmes râpant du raifort à Engwiller près de Mietesheim.
– Revue alsacienne illustrée, 1909.

En 1956, Georges Urban et Marguerite Schmidt, deux enfants d’agriculteurs du village de Mietesheim, créent un atelier de fabrication de raifort, Raifalsa. L’essentiel de leur clientèle se compose alors de citadins, car à cette époque, la plupart des paysans râpaient eux-mêmes leur raifort. En 1997, Ernest et Denis Trautmann rachètent Raifalsa et s’installent à Mietesheim. 

### Raifalsa-Alélor

Ancien Logo de Raifalsa-Alélor.

La société Alélor rejoint le site de Mietesheim en 2006. 
Les deux entreprises fusionnent en 2009 pour devenir Raifalsa-Alélor. 
Raifalsa-Alelor s’est vu décerner en 2014 un trophée de l’innovation lors du Salon international de l'alimentation de Paris qui récompense la création d’une moutarde au raifort et au wasabi.
Alélor devient le nom de marque en janvier 2016, regroupant sous un seul logo l'activité d'Alélor et de Raifalsa, qui disparaît ainsi entièrement. 

## Aujourd'hui
Alélor produit annuellement environ 150 tonnes de raifort, 500 tonnes de condiments et 1500 tonnes de moutardes. L'usine ouvre régulièrement ses portes au public lors de visite guidée des ateliers de fabrication de raifort et de moutarde et propose à la clé des dégustations de tous ses condiments. Alélor dispose également d'un magasin d'usine pour vendre ses produits aux particuliers. Un combi Volkswagen T2 de l'année 1972, peint aux couleurs jaunes de la marque devient ambassadeur des moutardes et circule régulièrement sur les routes d'Alsace pour promouvoir le savoir-faire de la Maison Alélor. 
Après plus d’un an de recherche et développement, Alélor complète sa gamme de condiments avec des mayonnaises entièrement fabriquées sur site. La Mayonnaise Nature et la Mayonnaise à l’Ail des Ours sont fabriquées dans les ateliers de l'entreprise à partir d’œufs de poule élevées en plein air, d'huile de tournesol et de la moutarde Alélor. 
En juin 2020, Alélor obtient le label d’État Entreprise du Patrimoine Vivant.

### Les marques

#### Alélor
La marque Alélor englobe à présent toute l'activité de Raifalsa-Alélor. La marque propose aujourd'hui plus de 40 recettes de moutardes différentes, élaborées en respect des méthodes de fabrication artisanale. Les graines de moutarde sont éclatées avant d'être mélangées au verjus, puis broyées délicatement à la meule de pierre pour ne pas échauffer la pâte. Le produit phare de la Maison Alélor reste la spécialité régionale : la moutarde douce d'Alsace. Longtemps appelée condiment dans la région, la moutarde douce d'Alsace se distingue par une texture fine et onctueuse. Sa fabrication repose sur un mélange de graines de deux sénevés différents : des graines blanches de l'espèce Sinapis alba et des graines noires de l'espèce Brassica nigra. La moutarde ainsi obtenue permet d'aromatiser toute une gamme de moutardes sans recourir à de l'huile ou du sucre pour en limiter le piquant. Différents parfums de moutardes, plus ou moins traditionnelles ou exotiques viennent ainsi compléter la gamme : moutardes au riesling, à la bière, au raifort, au pain d’épices, au curry, à la mirabelle ou au wasabi. 
Alélor propose également différents condiments pour agrémenter les plats. La marque détient le secret de la préparation traditionnelle à l'aigre-doux, pour aromatiser ses cornichons, betteraves et oignons blancs.

#### Alélor Frais
La gamme Alélor Frais regroupe les produits présentés anciennement sous la marque Raifalsa. Différents produits à base de raifort sont ainsi proposés : raifort râpé nature, raifort rémoulade, raifort à la mayonnaise, ainsi qu’une innovation majeure depuis novembre 2017 : le raifort à l'ail des ours. La marque Alélor Frais tient son nom de la méthode de conservation des produits : ils sont en effet les seuls de l'usine a nécessiter d'être conservés à température contrôlée avant même l'ouverture du pot, c'est-à-dire entre 2 et 4 °C. Produit emblématique de l'entreprise, le raifort est travaillé selon une méthode inchangée depuis 1956. Les racines stockées à l'année en chambre froide pour en conserver la fraîcheur jusqu'à la prochaine récolte sont triées à la main et débitées en tronçons homogènes. Ces tronçons de racines sont passées à la parmentière pour retirer sommairement les pelures. Enfin, elles sont prises une à une à la main et épluchées au couteau pour retirer toutes les impuretés, avant d'être broyées et préparées pour obtenir la pâte blanche et piquante de raifort.

#### Alélor Bio
Depuis l'an 2000, la société a développé des recettes de condiments biologiques, notamment des cornichons au vinaigre ou à l'aigre-doux et des betteraves rouges. La gamme de condiments biologiques s'est aujourd'hui largement étoffée puisque chaque condiment conventionnel existe à présent en version biologique : comme les moutardes, raifort et ketchup. Depuis 2018, Alélor mise aussi sur le développement de nouveaux temps de consommation que sont les apéritifs dînatoires et les produits végan : trois nouveaux pestos ont fait leur apparition aux côtés du pesto bio à l'ail des ours.  

### Le soutien aux filières  agricoles
Alélor soutient la filière agricole locale et s'engage dans une démarche d'approvisionnement alsacienne de sa matière première. 
Depuis 1992, Alélor, anciennement Raifalsa, offre un débouché aux seuls planteurs de France, à travers leur coopérative Alsaraifort. Les planteurs de raifort de France sont en 2018 au nombre de 17 et se situent tous dans le Bas-Rhin. Par leur savoir-faire, ils contribuent à faire vivre un élément vivant du patrimoine alsacien. Le temps de travail moyen sur une parcelle d'un hectare de raifort est estimé à 700 heures de travail.

Depuis 2006, Alélor œuvre également à la réimplantation de la culture de la graine de moutarde dans le département. En partenariat avec la Chambre d'Agriculture du Bas-Rhin, un travail de documentation, d'étude des cycles végétatifs et des méthodes de production est fourni afin d'aider la filière à se structurer. 6 agriculteurs cultivent 40 hectares de moutarde sur le Bas-Rhin en 2017. En 2018, 10 agriculteurs sèment et récoltent de la moutarde sur 70 hectares de culture dans le département.